# Oxymitraceae
Oxymitraceae é uma família de hepáticas pertencentes à ordem Marchantiales, classe Marchantiopsida.
Esta família contém apenas um género: Oxymitra.